# Flore phanerogamique des Antilles francaises
Flore phanerogamique des Antilles francaises (abreviado Fl. Phan. Antill. Franc.) es un libro con ilustraciones y descripciones botánicas que fue escrito por el religioso y botánico suizo Antoine Duss y publicado en el año 1897.